# Eritrichium humillimum
Eritrichium humillimum är en strävbladig växtart som beskrevs av Wen Tsai Wang. Eritrichium humillimum ingår i släktet Eritrichium och familjen strävbladiga växter. Inga underarter finns listade i Catalogue of Life.